# ドロシー・ジーキンス
ドロシー・ジーキンス（Dorothy Jeakins, 1914年1月11日 - 1995年11月21日）は、アメリカ合衆国の衣裳デザイナーである。

## 生い立ちと学歴
サンディエゴで生まれ、高校はロサンゼルスの公立校に通った。フェアファックス高校時代にオーティス美術学院（現在のオーティス・カレッジ・アート&デザイン）での奨学金を得た。1987年にオーティス大学から名誉学士号を授与される。

## キャリア
1930年代にWPAのプロジェクトやディズニーのアーティストとして働く。ファッション界でのキャリアはアイ・マグニンでデザイナーとして始まり、そこでヴィクター・フレミングの目に止まる。『ジャンヌ・ダーク』（1948年）のスケッチアーティストとして雇われたジーキンスはバーバラ・カリンスカと共に衣裳を手がけ、設置初年となるアカデミー衣裳デザイン賞のカラー作品部門を受賞した。
ジーキンスは特定のスタジオと長期契約を結ばずにフリーランスとして活動した。『ジャンヌ・ダーク』（1948年）以降の39年間で、『サムソンとデリラ』（1949年、イーディス・ヘッドらと共同）、『イグアナの夜』（1964年）でもアカデミー賞を受賞している。彼女は時代作品の衣裳で知られており、『十戒』（1956年）、『The Music Man』（1962年）、『サウンド・オブ・ミュージック』（1965年）、『小さな巨人』（1970年）、『追憶』（1973年）、『ヤング・フランケンシュタイン』（1974年）、『ザ・デッド/「ダブリン市民」より』（1987年）などに参加している。一方で『ナイアガラ』（1953年）、『愛の泉』（1954年）、『南太平洋』（1958年）、『黄昏』（1981年）などの現代劇の衣裳も手がけている。
映画以外では
『南太平洋』、『リア王』、『ワインズバーグ・オハイオ』、『The World of Suzie Wong』といった舞台作品、1957年のテレビ版『アニーよ銃をとれ』や『マイヤーリング』に参加している。1953年から10年間、ロサンゼルス・シビック・ライト・オペラでデザイナーを務めた。1961年、日本で学ぶためにグッゲンハイム奨励金を獲得し、1年間にわたって舞台衣裳を学んだ。1967年から1970年にかけてはロサンゼルス郡立美術館でコスチュームとテキスタイルのキュレーターを務めた。1987年、エンターテインメント界での女性の地位向上への貢献が認められたことによりクリスタル賞が授与された。

## 受賞とノミネート
| 賞           | 年   | 部門                    | 作品名                          | 結果       |
| ------------ | ---- | ----------------------- | ------------------------------- | ---------- |
| アカデミー賞 | 1948 | 衣裳デザイン賞 (カラー) | ジャンヌ・ダーク                | 受賞       |
| アカデミー賞 | 1950 | 衣裳デザイン賞 (カラー) | サムソンとデリラ                | 受賞       |
| アカデミー賞 | 1952 | 衣裳デザイン賞 (白黒)   | 謎の佳人レイチェル              | ノミネート |
| アカデミー賞 | 1952 | 衣裳デザイン賞 (カラー) | 地上最大のショウ                | ノミネート |
| アカデミー賞 | 1956 | 衣裳デザイン賞 (カラー) | 十戒                            | ノミネート |
| アカデミー賞 | 1961 | 衣裳デザイン賞 (白黒)   | 噂の二人                        | ノミネート |
| アカデミー賞 | 1962 | 衣裳デザイン賞 (カラー) | The Music Man                   | ノミネート |
| アカデミー賞 | 1964 | 衣裳デザイン賞 (白黒)   | イグアナの夜                    | 受賞       |
| アカデミー賞 | 1965 | 衣裳デザイン賞 (カラー) | サウンド・オブ・ミュージック    | ノミネート |
| アカデミー賞 | 1966 | 衣裳デザイン賞 (カラー) | ハワイ                          | ノミネート |
| アカデミー賞 | 1973 | 衣裳デザイン賞          | 追憶                            | ノミネート |
| アカデミー賞 | 1987 | 衣裳デザイン賞          | ザ・デッド/「ダブリン市民」より | ノミネート |